# Marble Canyon Park
Marble Canyon Park är en park i Kanada.   Den ligger i provinsen British Columbia, i den södra delen av landet, 3 400 km väster om huvudstaden Ottawa. Marble Canyon Park ligger 805 meter över havet. Den ligger vid sjöarna  Crown Lake Pavilion Lake och Turquoise Lake.
Terrängen runt Marble Canyon Park är kuperad åt nordost, men åt sydväst är den bergig. Marble Canyon Park ligger nere i en dal. Trakten runt Marble Canyon Park är nära nog obefolkad, med mindre än två invånare per kvadratkilometer.. Det finns inga samhällen i närheten.
I omgivningarna runt Marble Canyon Park växer i huvudsak barrskog.